# Sean Klaiber
Sean Klaiber, né le 31 juillet 1994 à Nieuwegein aux Pays-Bas, est un footballeur international surinamien qui évolue au poste d'arrière droit au Brøndby IF.

## Biographie

### Débuts professionnels
Né à Nieuwegein aux Pays-Bas, Sean Klaiber est formé par le FC Utrecht, qu'il rejoint en 2007. Il joue son premier match en équipe première le 29 octobre 2013, lors d'une rencontre de Coupe des Pays-Bas face au Kozakken Boys. Il entre en jeu en cours de partie ce jour-là, et son équipe s'impose par deux buts à un. Il joue son premier match en Eredivisie le 23 février 2014, lors d'un match remporté face au FC Groningue (1-0).
En janvier 2015, Klaiber est prêté six mois au FC Dordrecht, qui évolue alors en première division.
Le 24 janvier 2020, lors de la 20e journée de championnat, il se met en évidence en étant l'auteur d'un doublé lors de la réception du club de l'ADO La Haye (victoire 4-0).

### Ajax Amsterdam
Le 1er octobre 2020, Sean Klaiber s'engage en faveur de l'Ajax Amsterdam où il vient pour remplacer Sergiño Dest, parti au FC Barcelone. Il signe un contrat de trois ans plus une année en option.
En juillet 2021, Klaiber se blesse sérieusement au genou gauche lors de la préparation d'avant-saison, victime d'une rupture du ligament croisé il est absent pour plusieurs mois.

### Retour à Utrecht
Le 29 août 2022, Sean Klaiber fait son retour au FC Utrecht. Il signe un contrat courant jusqu'en juin 2025.
Le 20 octobre 2022, Klaiber marque son premier but depuis son retour à Utrecht, lors d'un match de coupe des Pays-Bas face au Sportlust '46 (en). Il entre en jeu et participe à la victoire de son équipe (0-3 score final).

### En sélection
Le 30 mars 2015, Sean Klaiber joue son premier match avec l'équipe des Pays-Bas espoirs, face à la France. Lors de cette rencontre, il entre en jeu à la place de Joris van Overeem, et son équipe perd la rencontre (4-1).
Le 24 juin 2021, la fédération surinamienne de football annonce que Sean Klaiber portera désormais la tunique des Suriboys.